# Suzanne Jouannet
Pour les articles homonymes, voir Jouannet.
Suzanne Jouannet, née le 20 février 1998 en France, est une actrice française.
Elle apparaît pour la première fois au cinéma en 2021 dans le long-métrage Les Choses humaines, d'Yvan Attal. Sa performance lui vaut d'être sélectionnée parmi les révélations féminines dans le cadre des César 2022.

## Biographie

### Enfance et formation
Suzanne Jouannet naît en 1998 en France. En 2016, elle intègre l'école de théâtre du Cours Florent,. En 2019, elle fait partie de la promotion XL intègre la classe libre théâtre du Cours Florent, dont font également partie les actrices Capucine Valmary et Ludmilla Makowski.

### Carrière
Pendant les trois années qu'elle passe au Cours Florent, Suzanne Jouannet joue dans plusieurs pièces de théâtre. Elle monte sur les planches pour la première fois en 2019 et incarne le personnage d'Angelica dans la pièce Nos idoles (ou comment piquer son titre à Christophe Honoré). En 2020, elle joue le rôle d'Hamlet dans H. Le reste est silence. Adaptation libre des pièces de William Shakespeare, cette pièce réunit quatre figures issues des tragédies shakespeariennes : Othello, Le Roi Lear, Hamlet et Macbeth. Elle est mise en scène par Jean-Pierre Garnier, l'un de ses professeurs au Cours Florent. C'est au théâtre qu'elle se fait remarquer et commence à passer des castings pour des rôles au cinéma.
En 2021, Suzanne Jouannet fait ses premiers pas au cinéma dans le long-métrage d'Yvan Attal Les Choses humaines, adaptation du livre éponyme de Karine Tuil, sorti en 2019,. Elle décroche l'un des rôles principaux du film et incarne le personnage de Mila Wizman, une jeune femme victime de viol. Sa performance est saluée par la critique et lui vaut une pré-sélection pour le prix du meilleur espoir féminin aux César 2022. En 2023, elle est l'actrice principale du film La Voie Royale, de Frédéric Mermoud. Elle y campe le personnage de Sophie Vasseur, une élève brillante incitée par l'un de ses professeurs à quitter son village et tenter une classe préparatoire scientifique.

## Filmographie
Sauf indication contraire ou complémentaire, les informations mentionnées dans cette section proviennent de la base de données IBDb.

### Cinéma

#### Longs métrages
- 2021 : Les choses humaines d'Yvan Attal : Mila Wizman
- 2023 : La Voie royale de Frédéric Mermoud : Sophie Vasseur
- 2025 : L'Épreuve du feu d'Aurélien Peyre : Colombe

#### Courts métrages
- 2020 : Une drôle de vie de Jean-Paul Civeyrac : Suzanne

### Télévision
- 2026 : Mitterrand confidentiel d'Antoine Garceau : Mazarine Pingeot

## Théâtre
- 2019 : Nos idoles (ou comment piquer son titre à Christophe Honoré), mise en scène de Julie Recoing : Angelica
- 2020 : H. Le reste est silence, mise en scène de Jean-Pierre Garnier : Hamlet
- 2021 : C'est intéressant, mise en scène d'Igor Mendjisky : Mme Poitier et Sganarelle
- 2021 : C'est toujours quand je me réveille que le monde s'endort, mise en scène de Jean-Pierre Garnier : Virginia

## Distinctions

### Nominations
- César 2022 : présélection « Révélation » pour le César du meilleur espoir féminin pour Les Choses humaines
- César 2024 : meilleure révélation féminine pour La Voie royale